# Morella chevalieri
Morella chevalieri är en porsväxtart som beskrevs av C.Parra-os. Morella chevalieri ingår i släktet Morella och familjen porsväxter. Inga underarter finns listade i Catalogue of Life.